# Ильин, Андрей Епифанович
Андре́й Епифа́нович Ильи́н (род. 18 июля 1960, Горький) — советский и российский актёр театра и кино. Народный артист Российской Федерации (2021). Член общественной организации «Союз кинематографистов России».

## Биография

### Ранние годы
Андрей Ильин родился 18 июля 1960 года в городе Горьком.
Отец — Епифан Илларионович Ильин, водитель. Мать — Зинаида Ивановна Ильина, завхоз в ПТУ. Старший брат, Валерий Ильин, погиб в возрасте двадцати восьми лет.
В детстве занимался в спортивных секциях гимнастики, плавания, дзюдо, лёгкой атлетики, собирал почтовые марки. В школьные годы Андрей занимался в драматическом кружке, где окончательно понял, что профессия актёра — его судьба, и в пятнадцатилетнем возрасте, после окончания восьмого класса средней школы, поступил в театральное училище.
В 1979 году Андрей Ильин окончил Горьковское театральное училище (курс актёрского мастерства Бориса Наравцевича).
Играя в драматическом театре, параллельно учился в консерватории в Риге.
В 1983 году окончил театральный факультет Латвийской государственной консерватории имени Язепа Витола (мастерская Аркадия Каца).
После окончания учёбы в консерватории, в возрасте двадцати четырёх лет, был призван на военную службу в ряды Советской армии.

### Карьера
С 1979 по 1989 год — актёр Рижского театра русской драмы.
С 1989 по 2000 год — актёр Театра имени Моссовета.
С 2000 по 2006 год — актёр МХТ имени А. П. Чехова.
С 2015 года — актёр Театра имени Е. Б. Вахтангова.
Сотрудничает с Театром имени Моссовета, Театральным агентством «Арт-партнёр XXI» (Москва), LA’Театром (Москва), Творческим объединением «Дуэт».
Широкую известность актёру принесла роль Лёши Чистякова — мужа Анастасии Каменской (Елена Яковлева), главной героини сериала «Каменская».

### Личная жизнь
- Первая жена (1983—1992) — Людмила Ворошилова[6], доцент кафедры актёрского мастерства Театрального института имени Бориса Щукина.
- Затем 7 лет состоял в фактическом браке с Александрой Табаковой, старшей дочерью Олега Табакова[7].
- Вторая жена — Ольга, тренер по плаванию (развелись в 2005 году).
- С 2010—2017 года жили в фактическом браке, далее с 2017 года состоит в официальном браке с Ингой Руткевич — главным редактором на ТВ. В 2013 году у пары родился сын Тихон. Также имеется дочь от первого брака Инги, Юлия.

В последние годы единственным настоящим увлечением актёра является рыбалка и всё, что с ней связано. Рыбачит он более тридцати лет, а также собирает снасти.

## Творчество

### Театр
Театр имени Е. Б. Вахтангова
- «Игры одиноких», Н. Саймон (2012, реж. М. Цитриняк) — Джордж Шнайдер
- «Крик Лангусты», Д. Марелл (2014, реж. М. Цитриняк) —  Жорж Питу
- «Возьмите зонт, мадам Готье!» (2015, реж. В. Иванов) — Пьер Леже
- «Любовь у трона» (2017, реж. Андрей Максимов) — Пётр III
- «Соломенная шляпка» (2020, реж. М. Цитриняк)  — Бопертюи
- «Театр» (2021, реж. Ольга Субботина) — Лорд Чарлз Тэмерли
- «Война и мир» (2021, реж. Римас Туминас) — Граф Илья Андреевич Ростов
- «Нахлебник» (2023, реж. Анна Горушкина)  — Василий Семёныч Кузовкин

Проект «Другой театр» (Москва)
- 2009 — «Кто» по пьесе Ариэля Дорфмана «Смерть и дева». Режиссёр: Максим Виторган — Марк

Театральное агентство «Ир-Сервис» (Москва)
- 2009 — «Он, она и Дженни» по пьесе Нила Саймона. Режиссёр: Юрий Иоффе — Лео

Творческое объединение «Дуэт» (Москва)
- 2007 — «Дама и её мужчины», М. Кристофер. Режиссёр: Андрей Житинкин — Джордж

МХТ имени А. П. Чехова
- «Преступление и наказание» по Ф. М. Достоевскому. Режиссёр: Елена Невежина — Порфирий Петрович
- «Священный огонь» Сомерсета Моэма. Режиссёр: Светлана Врагова — Доктор Харвестер
- «Кабала святош» М. А. Булгакова — Людовик Великий
- «Нули» Павла Когоута — немой брат Богуш

LA’Театр (Москва)
- 2001 — «Слухи» по пьесе Нила Саймона. Режиссёр: Вадим Дубровицкий — Кен Горман
- 2003 — «Человек и джентльмен» Эдуардо де Филиппо. Режиссёр: Вадим Дубровицкий — Альберто де Стефано
- 2004 — «Стеклянная пыль» по пьесе Ганны Слуцки. Режиссёр: Вадим Дубровицкий — маньяк
- 2004 — «Дело №…» по пьесе Ф. М. Достоевского. Режиссёр: Д. Михайлова — Иван Карамазов

Театральное агентство «Арт-партнёр XXI» (Москва)
- 2001 — «Ведьма» по А. П. Чехову. Режиссёр: Виталий Безруков — Пётр Ананьев
- 2004 — «Бестолочь» Марка Камолетти. Режиссёр: Роман Самгин — Бернар
- 2007 — «Счастливчик Смит» Рэя Куни. Режиссёр: Алексей Кирющенко — Стенли
- 2015 — «Сеанс гипноза для семейной пары» по пьесе В. Сигарева «Детектор лжи». Режиссёр: Георгий Цнобиладзе — Борис

Театр имени Моссовета
- «Мой бедный Марат» Алексея Арбузова. Режиссёр: Андрей Житинкин — Леонидик
- «Милый друг» Ги де Мопассана . Режиссёр Андрей Житинкин — Шарль Форестье
- «Двенадцатая ночь» Шекспира — Мальволио
- «Калигула» Альбера Камю — Ксериний
- «Как важно быть серьёзным» Оскара Уайльда. Режиссёр: Павел Хомский — Алджернон
- «Рюи Блаз» Виктора Гюго — Рюи Блаз
- «Венецианский купец» Шекспира . режиссёр Андрей Житинкин — Бассанио
- «Чёрная невеста» Жана Ануя . Режиссёр Андрей Житинкин— Люсьен

Московский драматический театр имени М. Н. Ермоловой
- «Приглашение на казнь» Владимира Набокова — Цинциннат

Рижский русский театр имени Михаила Чехова
- «Игрок» Ф. М. Достоевского. Режиссёр: Аркадий Кац — Алексей Иванович
- «Ревизор» Н. В. Гоголя. Режиссёр: Аркадий Кац — Хлестаков
- «Чайка» А. П. Чехова. Режиссёр: Аркадий Кац — Треплев
- «Гамлет» Шекспира. Режиссёр: Аркадий Кац — Гамлет

Московский губернский театр
- «Бесконечный апрель». Режиссёр: А. Горушкина — Веня

### Фильмография
- 1981 — Следствием установлено — Валерий, молодой таксист
- 1987 — Одинокий автобус под дождём — Сергей, моряк
- 1987 — Человек свиты — Санин
- 1988 — Гадание на бараньей лопатке — Клыч
- 1989 — Созвездие Козлотура — Заур, журналист
- 1990 — Катафалк — Александр, работник в доме
- 1991 — Собака, которая умела петь — Дэвис
- 1991 — Циники — Владимир Васильевич, преподаватель истории
- 1992 — Анкор, ещё анкор! — Филя Серебряный, сержант, адъютант Виноградова
- 1992 — Музыкальный прогноз
- 1992 — Сезон обнажённого сердца (Украина)
- 1992 — Семь сорок (Украина) — Боря Минкус, предприниматель, компаньон Фёдора
- 1993 — Волчицы
- 1993 — Раскол — Иосиф Соломонович Блюменфельд, революционер
- 1995 — Какая чудная игра — Феликс Раевский, студент ВГИКа
- 1995 — Мужской талисман
- 1999 — Д.Д.Д. Досье детектива Дубровского — Владлен Андреевич Сократов, психотерапевт
- 1999 — Директория смерти — Денис, актёр
- 1999 — 2000 — Каменская — Алексей Чистяков, муж Анастасии Каменской
- 2000 — Артист и мастер изображения — Николай Савельев, мастер изображения (кинооператор), друг Василия Башлыкова
- 2001 — Дракоша и компания — отец семейства
- 2001 — Сыщики — Дмитрий Александрович Капсулев, звукорежиссёр
- 2002 — Каменская 2 — Алексей Чистяков, муж Анастасии Каменской
- 2002 — Ковчег — писатель, муж Кэт
- 2003 — Зажигайка — «Булочка»
- 2003 — Каменская 3 — Алексей Чистяков, муж Анастасии Каменской
- 2003 — Козлёнок в молоке — Стас Жгутович, продавец в букинистическом магазине, друг Духова
- 2003 — Остров без любви — барин / Корюшкин
- 2003 — Таксист — Дэвид
- 2004 — Бухта Филиппа — Анатолий Сергеевич Ивин, московский режиссёр, устроитель и председатель жюри конкурса красоты и фестиваля «Бархатный сезон», муж Вероники (фильм № 3)
- 2004 — Даша Васильева. Любительница частного сыска (эпизоды «Бассейн с крокодилами», «Несекретные материалы» и «Спят усталые игрушки») — Миша
- 2004 — Красная капелла — Жан Жильбер, руководитель «Красной капеллы» (Леопольд Треппер)
- 2004 — Московская сага — Савва Китайгородский, хирург, ученик Бориса Градова, второй муж Нины Градовой
- 2004 — Усадьба — Лопух, киллер
- 2005 — Адъютанты любви — Роман Монго-Столыпин, князь
- 2005 — Воскресенье в женской бане — Сергей Дроздов, муж Любы
- 2005 — Двое у ёлки, не считая собаки — ветеринар-орнитолог
- 2005 — Каменская 4 — Алексей Чистяков, профессор, доктор физико-математических наук, муж Анастасии Каменской
- 2005 — Лебединый рай — Борис Минаев, директор завода
- 2005 — Любовница — Вадим, друг Земцова
- 2005 — Небесная жизнь — следователь КГБ
- 2005 — Очарование зла — Дмитрий Петрович Святополк-Мирский, князь
- 2005 — Сатисфакция — Пётр Михайлович Голицын, князь
- 2005 — Целуют всегда не тех (Украина, Россия) — Осип
- 2006 — Вызов — Аркадий Борисович Стенин, химик
- 2006 — Ленинградец — Виктор, сотрудник КГБ
- 2006 — Обратный отсчёт — Гришин, полковник ФСБ
- 2006 — Провинциальные страсти
- 2006 — Пушкин. Последняя дуэль — Константин Карлович Данзас, лицейский товарищ А. С. Пушкина
- 2007 — Дочки-матери — Андрей Скворцов
- 2007 — Кука — Лев Аркадьевич
- 2007 — Одна любовь души моей — Константин Карлович Данзас, лицейский товарищ А. С. Пушкина
- 2007 — Пирожки с картошкой — Леонид
- 2007 — Формула стихии — Михаил Александрович Филимон, советник российского посольства в Норвегии
- 2008 — Агентство «Мечта» (Россия, Украина) — папа Кати
- 2008 — Воротилы — Тимур Сергеевич Литвинов, полковник
- 2008 — Воротилы. Быть вместе — Тимур Сергеевич Литвинов, полковник
- 2008 — Каменская 5 — Алексей Чистяков, профессор, доктор физико-математических наук, муж Анастасии Каменской
- 2008 — Спящий и красавица (Россия, Украина) — Эдик Биске
- 2009 — Братья Карамазовы — Ипполит Кириллович, прокурор
- 2009 — Дом образцового содержания — Борис Мирский
- 2009 — Красное на белом — Андрей Кремнёв
- 2009 — Непридуманное убийство — Воронов, автор детективов
- 2009 — Реквием для свидетеля (Россия, Украина) — Владимир Дмитриевич Першин, высокопрофессиональный хирург по прозвищу «Моцарт»
- 2009 — Вольф Мессинг: видевший сквозь время — Альберт Эйнштейн
- 2009 — Чужие души — Вячеслав Валицкий
- 2010 — Нанолюбовь — Леонид Борисович Колесников, отец Нины
- 2010 — Счастье по контракту — Андрей, друг Одинцова
- 2010 — Любовь приходит не одна — Иван Силантьевич Сметанин, настройщик
- 2010 — Военная разведка. Западный фронт — Анатолий Константинович Лялин, искусствовед, музейный работник
- 2010 — Вы заказывали убийство — Руслан Иванович Залеев, управляющий банком
- 2010 — Столица греха — Олег, владелец элитного модельного агентства «Russian Dolls»
- 2011 — Каменская 6 — Алексей Чистяков, профессор, доктор физико-математических наук, муж Анастасии Каменской
- 2011 — Лектор — куратор ФСБ
- 2011 — Откровения — Борис
- 2012 — Однажды в Ростове — Владимир Ефимович Семичастный, Председатель КГБ СССР
- 2012 — 2022 — Склифосовский — Геннадий Ильич Кривицкий, челюстно-лицевой хирург, до 118-й серии — владелец и сотрудник челюстно-лицевой клиники в Израиле, со 118-й серии — челюстно-лицевой хирург НИИ им. Н. В. Склифосовского; со 128-й серии гражданский муж Ирины Павловой; со 190-й серии законный муж Ирины Павловой
- 2012 — Без свидетелей — Игорь Кириллович Максимов, профессор психологии
- 2013 — Средство от смерти — Алексей Иванович Погодин, чиновник
- 2013 — Дурная кровь — Анатолий Иванович Котов, адвокат
- 2013 — Комплекс полноценности — Андрей
- 2013 — Майор полиции — Андрей Петрович Камышин, заместитель начальника ГУВД
- 2014 — Алхимик — Вадим Петрович Хвощев, главный врач
- 2014 — Василиса — Павел Сергеевич Елагин
- 2015 — Старшая дочь — Игорь Сергеевич Завьялов, учёный-химик, муж Надежды Павловны, отец Кати, Ани и Маши
- 2015 — Между нот, или Тантрическая симфония — Кирилл Краснин, композитор с мировым именем
- 2015 — Казаки — Василий Шатов
- 2016 — Напарницы — Леонид Соколов, отец Юлии
- 2016 — Такая работа (четвёртый сезон) — Виктор Петрович Подольский, генерал
- 2017 — Серебряный бор — Песков
- 2017 — Исповедь мизантропа (короткометражка)
- 2017 — Родные люди — Сергей
- 2018 — Убийства по пятницам — Владимир Маркович Шелехов
- 2020 — Под прикрытием — Николай Николаевич Аксёнов
- 2021 — Тайна Лилит — Евгений
- 2021 — Всё хорошо — Дмитрий Александрович
- 2021 — Лётчик — отец Миши
- 2022 — Тень: Взять Гордея — Сергей Евдокимович
- 2022 — Война и мир — граф Илья Андреевич Ростов
- 2024 — Варшава'21 — Лукаш Збаражский

### Озвучивание
- 2006 — Гофманиада. Часть 1. «Вероника» — Э. Т. А. Гофман / Ансельм

## Оценки
- 18 июля 2015 года председатель Правительства Российской Федерации Д. Медведев поздравил Андрея Ильина с 55-летием[9]. В поздравительной телеграмме, в частности, говорится:

Драматический талант, яркая индивидуальность, умение быть органичным и неповторимым в каждой роли принесли Вам большую популярность и любовь миллионов людей. Настоящей творческой удачей стали образы, созданные Вами в фильмах «Анкор, ещё анкор!», «Красная капелла», «Московская сага», «Каменская», а также многочисленные театральные работы, которые буквально погружают зрителей в атмосферу классических произведений Гоголя и Чехова, Достоевского и Шекспира.— Д. А. Медведев
- 18 июля 2015 года с 55-летним юбилеем актёра поздравил также мэр Москвы С. Собянин:

Известный актёр, Вы вносите большой вклад в развитие отечественного искусства. В Вашей богатой творческой биографии множество ярких драматических и комедийных ролей. Талант, высокий профессионализм и неподражаемое обаяние позволили Вам завоевать признание коллег и любовь многочисленных поклонников.— С. С. Собянин

## Награды
- 1993 — почётное звание «Заслуженный артист Российской Федерации» (14 июля 1993 года) — за заслуги в области театрального искусства[12].
- 2011 — Орден Дружбы (4 мая 2011 года) — за большие заслуги в развитии отечественной культуры и искусства, многолетнюю плодотворную деятельность[2].
- 2021 — почётное звание «Народный артист Российской Федерации» (29 марта 2021 года) — за большие заслуги в области искусства[1]